# Fatemeh

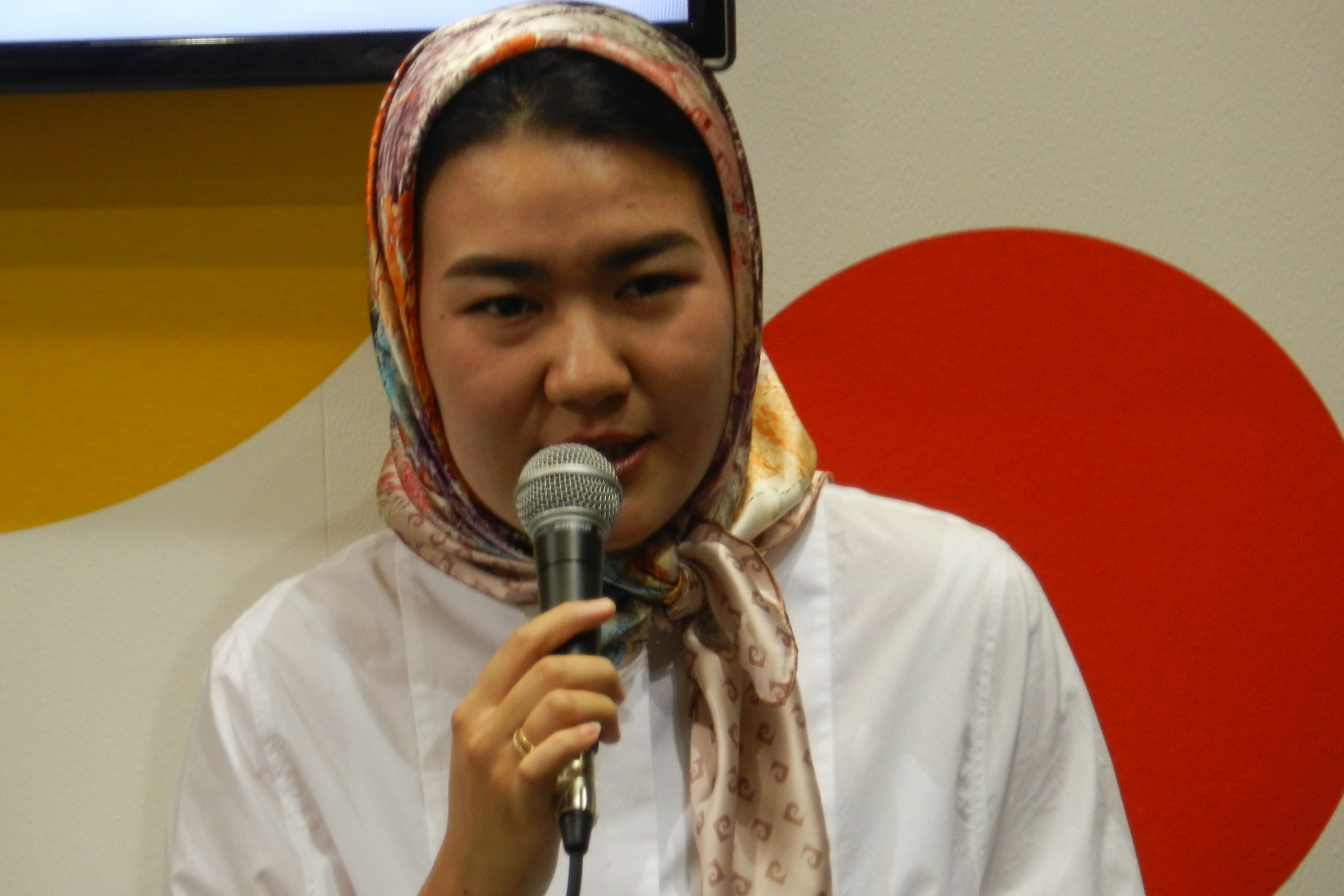
Fatemeh Khavari, 2018

Fatemeh eller Fateme är ett kvinnonamn. Det är ursprungligen ett arabiskt namn (فا طمه). som betyder ’unik, makalös’. Det har länge varit ett mycket vanligt namn i muslimska länder.[källa behövs]
Fatemeh, eller Fatima, var profeten Muhammeds dotter. 
Den 31 december 2014 fanns det totalt 1 288 kvinnor folkbokförda i Sverige med namnet Fatemeh eller Fateme, varav 1 059 bar det som tilltalsnamn.
Namnsdag: saknas

## Personer med namnet Fatemeh eller Fateme
- Fateme Behros – svensk-iransk författare
- Fatemeh Khavari – aktivist i migrationsfrågan
- Fateme Ekhtesari – iransk poet
- Fateme Gosheh – regissör, målare och fotograf född 1961 i Iran, numera bosatt och verksam i Sverige